# Symfonieorkest van Zuid-Jutland

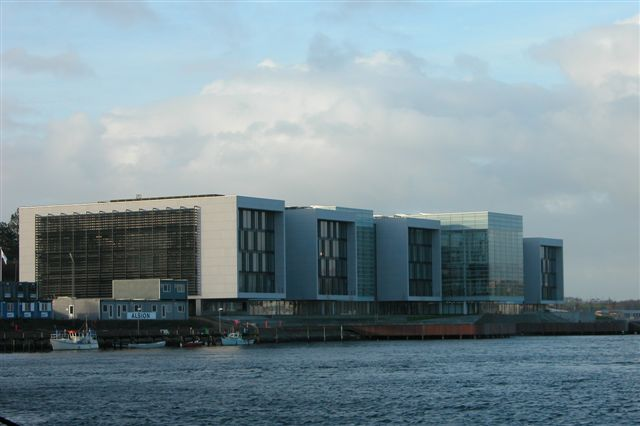
Alsion

Het Symfonieorkest van Zuid-Jutland (Deens: Sønderjyllands Symfoniorkester) is een regionaal werkend symfonieorkest uit Denemarken. Thuisbasis is Alsion in Søderborg. Het verzorgt per jaar ongeveer 150 uitvoeringen in de zuidelijke streken van Jutland en werkt ook samen met het orkest uit Sleeswijk-Holstein aan de andere kant van de grens met Duitsland. Naast eigen concerten, waaronder concerten voor kinderen, begeleidt het orkest, bestaande uit circa 65 leden, de Deense Nationale Opera in Aarhus.
Het Symfonieorkest van Zuid-Jutland begon in 1936 als een strijkorkest. In 1941 breidde het uit tot een symfonieorkest en kreeg het zijn huidige naam. Het had te lijden onder de Tweede Wereldoorlog. In 1946 werd het heropgericht.

## Chef-dirigenten
- Carl von Garaguly (1965-1980),
- Iona Brown (1997-2002),
- Niklas Willén (2002-2006)
- Vladimir Ziva (2006-).